# Grandcolasia
Grandcolasia is een geslacht van rechtvleugeligen uit de familie krekels (Gryllidae). De wetenschappelijke naam van dit geslacht is voor het eerst geldig gepubliceerd in 2010 door Koçak & Kemal.

## Soorten
Het geslacht Grandcolasia  is monotypisch en omvat slechts de volgende soort:
- Grandcolasia bora (Desutter-Grandcolas, 1992)